# Sân vận động Quốc tế Aleppo
Sân vận động Quốc tế Aleppo (tiếng Ả Rập: ملعب حلب الدولي) là một sân vận động tiêu chuẩn Olympic, đa năng, bao phủ và toàn bộ chỗ ngồi ở thành phố Aleppo của Syria. Đây là sân vận động lớn nhất ở Syria và hiện được sử dụng chủ yếu cho các trận đấu bóng đá. Đây được coi là sân nhà của câu lạc bộ bóng đá Al-Ittihad, cũng là nơi tổ chức một số trận đấu trên sân nhà của đội tuyển bóng đá quốc gia Syria. Sân vận động khai trương vào năm 2007 và có sức chứa lên tới 53.200 khán giả. Địa điểm này nằm gần khu liên hợp Thành phố Thể thao al-Hamadaniah ở phía tây nam Aleppo.

## Lịch sử

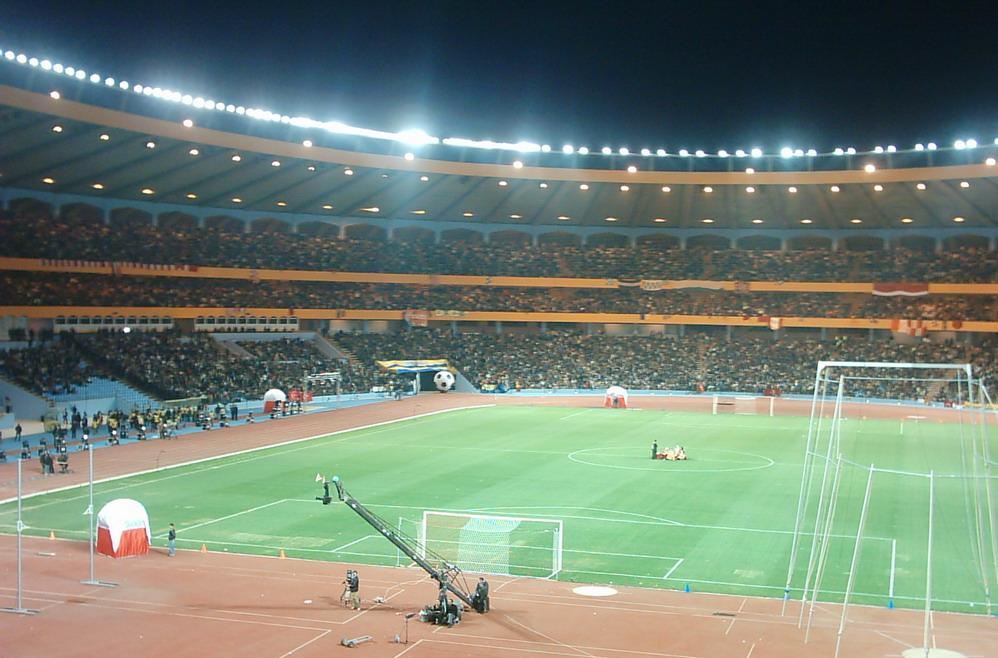
Sân vận động vào buổi tối, 2009

Việc xây dựng sân vận động đã được đưa ra vào năm 1980, dựa trên thiết kế của nhà xây dựng Ba Lan Stanislaw Kus với sự hỗ trợ của kiến trúc sư Fawzi Khalifeh. Sân vận động đã được lên kế hoạch hoàn thành vào năm 1987 để sẵn sàng cho các trận đấu Địa Trung Hải. Tuy nhiên, quá trình xây dựng bị dừng lại và trì hoãn trong 2 thập kỷ do khó khăn tài chính, cho đến năm 2003 khi các quan chức của Chính phủ Syria tái thực hiện.
Cuối cùng, sau một thời gian kỷ lục 27 năm xây dựng, sân vận động sẵn sàng với toàn bộ cơ sở vật chất vào đầu năm 2007. Sân vận động khai trương chính thức vào ngày 3 tháng 4 năm 2007 với trận đấu giao hữu khai mạc giữa Al-Ittihad và Fenerbahçe của Thổ Nhĩ Kỳ kết thúc với tỉ số hòa 2-2. Bàn thắng đầu tiên được ghi trong sân vận động đến vào phút thứ 8 của trận đấu khai mạc, được ghi bởi Abdul Fattah Al Agha. Tổng thống Syria Bashar al-Assad và Thủ tướng Thổ Nhĩ Kỳ Recep Tayyip Erdoğan tham dự lễ khai trương và xem trận đấu.

### Nội chiến
Sân hư hại nghiêm trọng trong nội chiến Syria. Mặt tiền của nó và nhiều cơ sở trong nhà đã bị phá hủy hoàn toàn, đường pitch và các khán đài thiệt hại đáng kể, đặc biệt là từ hỏa lực của súng cối.
Chính phủ Syria bắt đầu quá trình sửa chữa sân vận động sau khi kết thúc Trận Aleppo (2012–2016). Iran đã hỗ trợ Syria sửa chữa.

## Cơ sở vật chất
Sân vận động có năm cấp độ: cấp độ đầu tiên là sân thể thao, với các cơ sở xung quanh, cấp độ thứ hai bao gồm các phòng đào tạo, các cơ sở khác nhau và các dịch vụ hỗ trợ. Ba cấp độ còn lại được thiết kế để lưu trữ chỗ ngồi của tiếp viên; tầng thứ nhất chứa tới 25.000 chỗ ngồi trong khi tầng thứ hai và thứ ba chứa 14.000 chỗ ngồi. Hội trường VIP nằm ở tầng thứ ba, được thiết kế và trang trí bằng các tác phẩm gỗ phương Đông.
Sân vận động chiếm diện tích 3,5 ha trong tổng số 33 ha của toàn bộ khu liên hợp thể thao, được trang bị hai màn hình điện tử lớn (10 tông, mỗi chiều 7 x 15 m). Các ghế đều có màu xanh lam nhạt với một số ít ghế màu trắng được đặt ở khán đài phía đông để tạo thành từ "Aleppo" bằng cả tiếng Ả Rập và tiếng Anh. Sân vận động được bao phủ toàn bộ bằng bê tông được xây dựng trước, đây là sân vận động lớn thứ hai theo kiểu này trên thế giới. Khu vực đỗ xe của đấu trường chứa hơn 8.000 xe. Lối vào sân vận động được bảo đảm thông qua 26 cổng.